# Ooencyrtus ascalaphi
Ooencyrtus ascalaphi är en stekelart som beskrevs av Hoffer 1970. Ooencyrtus ascalaphi ingår i släktet Ooencyrtus och familjen sköldlussteklar.
Artens utbredningsområde är Frankrike. Inga underarter finns listade i Catalogue of Life.